# 憎悪の依頼
『憎悪の依頼』（ぞうおのいらい）は、松本清張の短編小説。『週刊新潮』1957年4月1日号に掲載され、1982年9月に短編集『憎悪の依頼』収録の表題作として、新潮文庫より刊行された。

## あらすじ
私の殺人犯罪の原因は、川倉甚太郎との金銭貸借ということになっている。その原因で判決を受け、一審で直ちに服罪したが、私はここに、口で云えなかった本当の動機を書こうと思う。
佐山都貴子と知り合った私は、だんだん彼女に好意を感じてきていた。彼女も私の呼び出しに応じて、つき合ってくれていたので、私に好意をもっていてくれていたのは確かであった。
そのような状態が半年ばかりつづいたのち、佐山都貴子は私に一通のラブレターを見せた。彼女は笑いながら「恩義を受けた方ですが、奥さんもある人ですの。浮気をしたいのでしょうね。しょうのない人ですわ」と云った。内心衝撃をうけた私は「ショックでした。このまま家に帰りたくない」と云い、それから、ほぼ一年の間、彼女にさまざまな求愛を試みた。
しかし、佐山都貴子は容易に私の行動を受け入れなかった。「もうしばらくお友だちで交際しましょう」。そうした交際は相変らず続いた。愉しい現状維持に変りはないが、私の希望する進展は少しもなかった。ようやくのことで、佐山都貴子を箱根に誘い出すことに成功した。彼女がそれを承諾した晩、胸が昂ぶって睡れぬ位であった。だが、私の期待は失敗した。宿で私は何をしたか分らなかった。彼女は身体を遠くに避けた。「変よ、そんなこと。じっとしてて。静かにお話をしましょうよ」。私は泥を舐めさせられたような気持で東京に帰った。
私は、自分を翻弄し、思い上っている佐山都貴子に憎悪を覚えた。私は仕返しを用意しなければならなかった。私はその道具を思いついた。それが友人の川倉甚太郎である。決った女房はなく、その代り絶えず女出入りがあった。私は川倉甚太郎を呼び出し、佐山都貴子のことを頼み、彼女を呼び出した時に、偶然、川倉甚太郎が来合せて紹介する風に仕掛けた。それはうまく運んだ。一週間ばかりすると、彼は「電話をかけたら彼女やって来たよ。その晩は先ず手を握り合っただけだ」と云った。私は彼の速さに驚嘆した。こうも易々とゆくものであろうか。私は思いの外平静で居られた。佐山都貴子が、この女蕩しの男の罠に早くかかるがいいと思った。
それから最後の晩が来た。川倉甚太郎は、はじめて眼尻に皺を寄せ、口を歪めて、にやりと笑った。

## エピソード
- 著者は「愛情を断わられた男がドン・ファンに頼んで女を誘惑させる。その報告をきいて、彼はその男を殺す。- 女、良家の子女」とメモを記している[1]。
- 日本近代文学研究者の藤井淑禎は、本作発表当時の同時代の性愛の啓蒙書を引用しつつ、本作の「私」と都貴子は二人そろって結婚適齢期の設定であり、半年が経過し「適度な交際期間もそろそろおわろうとしていることを踏まえて、都貴子は「私」の嫉妬心を巧みに引き出しながら、暗に「私」に、プロポーズを催促していたのではなかったか」と解釈、「この時代においては「女は普通、愛することと身を固めることを同じものと考える傾向をもっている。女にとって恋愛は、当然結婚にまで発展すべきものと考えられる」[注釈 1]とすれば、一定の交際期間を経たにもかかわらずプロポーズの言葉すら口にしない男が、恋愛の対象に、ましてや身体的接触をも伴う恋愛の対象になりえないのは当然」「「私」は、求婚というよりは性的求愛を繰り返したに過ぎなかった」と、「私」についてはその迂闊さを指摘する一方、都貴子については「肉体的な結合は行わないまでもせめて接吻くらいの愛の証拠を示さずに、五・六年も同一恋愛を続けていることは間違い」[注釈 2]とする当時の言説を引用し「もしも「私」が本当は「責任のない恋愛」派などではなく、単に気を動転させたことから、あのような気の利かない、本来の彼らしからぬ、非常識な振る舞いを繰り返していたのだとすれば、「たった一度」でも彼を受け入れてやって、接吻なりに応じていれば、決裂は回避することができたかもしれなかった」と解読している[2]。